# كاثرين ميلر
كاثرين ميلر هي مبارزة بالسيف برازيلية، ولدت في 9 مايو 1994.

## وصلات خارجية
- كاثرين ميلر على موقع أوليمبيديا (الإنجليزية)